# 林家しん平
林家 しん平（はやしや しんぺい、1955年〈昭和30年〉10月26日 - ）は、東京都杉並区高円寺出身の落語家、映画監督、脚本家。本名は綱川 千秋。落語協会所属。出囃子は『阿波おどり』。

## 来歴
工学院大附属高中退。
1974年11月11日、初代林家三平に入門。翌年3月に「しん平」で前座になる。
1979年5月、柳家小ゑん、林家のん平と共に二ツ目に昇進。1980年9月、師匠三平の死去に伴い兄弟子の林家こん平門下に移籍。
1990年3月、林家錦平、橘家半蔵、古今亭菊丸と共に真打昇進。

## 人物
東京の定席を中心に寄席で活動する。新作落語、古典落語ともに扱う。
三題噺を得意としており、先輩落語家の三遊亭圓丈から「しん平くんは三題噺の天才」と賞賛されるほどである。
1970年代後半、時事ネタを漫談風に披露する芸風で人気を得た。有名な持ちネタの1つは「星飛雄馬（漫画・アニメ『巨人の星』の主人公）がボールを投げると目から炎が出るが、江川卓がボールを投げると鼻から血が出る」というもの（数々の騒動の末に読売ジャイアンツ入りした江川が、初登板の際に鼻血を出したことを揶揄）。その一方、同時期に型破りな新作落語を創作しており、持ちネタの1つに皮ジャンを着ながらの『エイリアン』がある。
二ツ目昇進後、ご祝儀仕事で1か月ほど忙しかったが、急に仕事が無くなり40日くらい友人がサーフィンをしに新島へ行くのに便乗して逃げ出した。帰ってから寄席の仕事が1つ入っており、ヤケでリーゼント、サングラス姿で高座を行う。この姿を見た林家彦六は内心呆れながらも「いいものを見させて貰った。」と言ったという。
1981年の映画『セーラー服と機関銃』に、主演・薬師丸ひろ子の子分役で出演。元暴走族という設定で、劇中では薬師丸をバイクの後ろに乗せ、新宿の街を走るシーンがある。
1985年に桂木文と結婚するが、短期間で離婚。高見恭子と浮名を流したこともある。
プロレスマニアとして知られる。1998年にはプロレスショップ『SHINPEI SPORTS』を開業し、プロレスのマスクなどのデザイナーとして活動している。また、特撮マニアでもあるとともに怪獣グッズや落語の書籍収集家でもある。
怪獣については、幼少期にゴジラシリーズを見てはいたがマニアというほど熱中していたわけではなく、林家に入門してから寄せの帰りに立ち寄った玩具店で見かけたゴジラの玩具が欲しくなり、兄弟子に借金をして買ったのが始まりであったという。怪獣映画については、初期の人類と怪獣との戦いを描いたものを好んでおり、怪獣も人間のことを考えずに暴れるものが良いと述べていた。2003年には平成ガメラ三部作に感動し、大映の許可を得て独自の続編『ガメラ4 真実』を制作した。
近年は映画監督や脚本家として活動する一面もあり、希代の落語家として名を馳せている。2011年、自らの落語家経験を元に原作・脚本・監督を務めた映画『落語物語』が公開され、同名で書籍化された小説『落語物語』が角川書店より出版された。

## 芸歴
- 1974年11月 - 初代林家三平に入門。
- 1975年3月 - 前座となり、「しん平」を名乗る。
- 1979年5月 - 二ツ目昇進。
- 1980年9月 - 師匠の三平が死去したため、兄弟子の林家こん平門下に移籍。
- 1990年3月 - 真打昇進。

## 映画監督作品
- ガメラ4 真実（2003年）
- 深海獣レイゴー（2008年）
- 深海獣雷牙（2009年）
- 落語物語（2011年） - 落語映画第1作。
- 二つ目物語（2022年） - 落語映画第2作。

## 主な出演

### 映画
- セーラー服と機関銃（1981年、東映） - 目高組トリオ・ヒコ
- ゴジラ（1984年12月15日、東宝） - 上条（東都日報カメラマン）[3]

### テレビ
- 土曜ワイド劇場 おかしな刑事 第4作（2007年8月11日、テレビ朝日系） - 楽々亭快笑 役
- オールスターキャノンボール大会（1991年、TBSテレビ）
- 衝撃ゴウライガン!! 第1話（2013年10月4日、テレビ東京）
- ミルッきゃナイDay（1985年10月-1986年3月、フジテレビ） - 司会
- 昭和元禄落語心中（2016年1月 - 、MBS他） - 猫助師匠 役[5]（落語監修も担当）

### ラジオ
- ワールド・ポップス「日本ポップス情報」（NHK-FM）[2]
- ジョイフルポップ「日本のポップス・オールディーズ」（1987年4月 - 1988年3月、NHK-FM）
- アタックヤング（1983年4月 - 1988年9月、月曜日担当、STVラジオ）[2]
- サンデージャンボスペシャル（1983年4月 - 1988年9月、STVラジオ）[2]

## 著書
- 落語物語 - （角川書店、2011年2月） ISBN 978-4-04-874176-7
- えくぼのかよちゃん - 海老名香葉子（文）、林家しん平（絵）（金の星社、2020年4月） ISBN 978-4-32-307460-3

## 落語監修作品
- じょしらく（テレビアニメ、2012年） - この作品がきっかけとなり、2012年8月には同作品のエンディングテーマを担当するももいろクローバーZ扮するユニット「桃黒亭一門」の鈴本演芸場出演を実現させた。
- 昭和元禄落語心中（テレビアニメ、2016年 - 2017年）

## 弟子
- 林家あんこ[6] - 林家時蔵の実娘。
- 林家きなこ（渡辺美紀） - 2017年5月入門。年齢制限があり落語協会には未入会だが、しん平門下として一門会に出演、新年の林家一門の新年会にも列席している。2020年5月「しん平門下 二ツ目」昇進[7]。しん平が監督する映画「二つ目物語」に出演している。

### 廃業
- 林家さん歩 - 林家木久扇門下で「たい木」を名乗っていた後に移籍したが、2015年には廃業。